# مانفرد شوابل
مانفرد شوابل (انگلیسی: Manfred Schwabl؛ زادهٔ ۱۸ آوریل ۱۹۶۶) بازیکن فوتبال اهل آلمان است.
از باشگاه‌هایی که در آن بازی کرده‌است می‌توان به باشگاه فوتبال بایرن مونیخ ۲، باشگاه فوتبال تیرول اینسبروک، باشگاه فوتبال مونیخ ۱۸۶۰، باشگاه فوتبال بایرن مونیخ، و باشگاه فوتبال نورنبرگ اشاره کرد.
وی همچنین در تیم‌های ملی فوتبال زیر ۲۱ سال آلمان و آلمان بازی کرده‌است.